# 肥前長野駅
肥前長野駅（ひぜんながのえき）は、佐賀県伊万里市大川町大川野にある、九州旅客鉄道（JR九州）筑肥線の駅である。

## 歴史
- 1935年（昭和10年）3月1日：北九州鉄道の駅として開設[2]。長野駅との区別から肥前を冠した。
- 1961年（昭和36年）10月1日：貨物取扱廃止[2]。
- 1971年（昭和46年）3月31日：荷物扱い廃止[3]。無人駅となる[4]。
- 1987年（昭和62年）4月1日：国鉄分割民営化に伴い、JR九州に移管[2]。

## 駅構造
単式ホーム1面1線を有する地上駅。
古い木造駅舎がある。2000年代にはガラス窓が破れ、一部板が外れ、駅舎内に廃物が無造作に置かれている等荒廃していたが、その後、地元がJR九州から駅舎を買取り、保護保存活動が続けられている。
構内には堀田政太郎の功績を称える「堀田政太郎翁功労碑」が設置されている。
無人駅で自動券売機も無く、乗車券の購入は出来ない。

## 利用状況
2011年度の1日平均乗車人員は22人である。
| 年度   | 1日平均 乗車人員 |
| ------ | ---------------- |
| 2000年 | 50               |
| 2001年 | 43               |
| 2002年 | 36               |
| 2003年 | 37               |
| 2004年 | 28               |
| 2005年 | 32               |
| 2006年 | 29               |
| 2007年 | 26               |
| 2008年 | 22               |
| 2009年 | 22               |
| 2010年 | 24               |
| 2011年 | 22               |

## 駅周辺
住宅は少ない。
- 淀姫神社 - 松尾芭蕉の句碑有り
- 大陣岳
- 伊万里市立東陵中学校

## 隣の駅
九州旅客鉄道（JR九州）
■筑肥線
大川野駅 - 肥前長野駅 - 桃川駅